# Brittiska imperie- och samväldesspelen 1958
Brittiska imperie- och samväldesspelen 1958 (engelska: 1958 British Empire and Commonwealth Games, walesiska: Gemau Ymerodraeth Prydain a'r Gymanwlad 1958) var de sjätte imperie- och samväldesspelen i ordningen. Spelen hölls Wales huvudstad Cardiff mellan den 18 och 26 juli 1958. Det var första gången som spelen arrangerades i Wales och andra gången i Storbritannien och Nordirland. Spelen innehöll rekordmånga länder och territorier (36), idrottare (över tusen för första gången) och idrottsgrenar (94).
Från början var det tänkt att 1946 års spel skulle avgöras i Cardiff, vilket aldrig inföll på grund av andra världskriget och dess följder.

## Protester mot Sydafrika
Vid spelen protesterade över 500 apartheidmotståndare mot Sydafrikas deltagande. De krävde att Sydafrikas helvita trupp skulle uteslutas från spelen eftersom landet inte tillätt icke-vita idrottare (i Sydafrika benämnda svarta, färgade respektive asiater) att representera landet. Spelens organisatör bemötte demonstranternas krav med ett uttalande att förbund som inte var anslutna till internationella förbund inte kunde delta i spelen. I apartheidtidens Sydafrika var hela samhället, inklusive idrott, organiserat med specialförbund för respektive "ras", där de för svarta, färgade och asiater saknade internationellt erkännande och anslutning. De internationella protesterna mot den sydafrikanska regimen hade börjat tidigare under 1950-talet, detta var dock de första i anslutning till ett större idrottsevenemang. Protesterna övergick undan för undan till ett utestängande av landet från internationella sammanhang, exempelvis OS. Ett undantag utgjordes av Samväldesspelen 1986, som istället bojkottades av många länder. Sydafrika lämnade 1961 det Brittiska samväldet, varför spelen 1958 blev de sista på många år för landet. Efter apartheidregimens fall återkom dock landet till såväl Samväldet som Samväldesspelen 1994.

## Deltagande länder

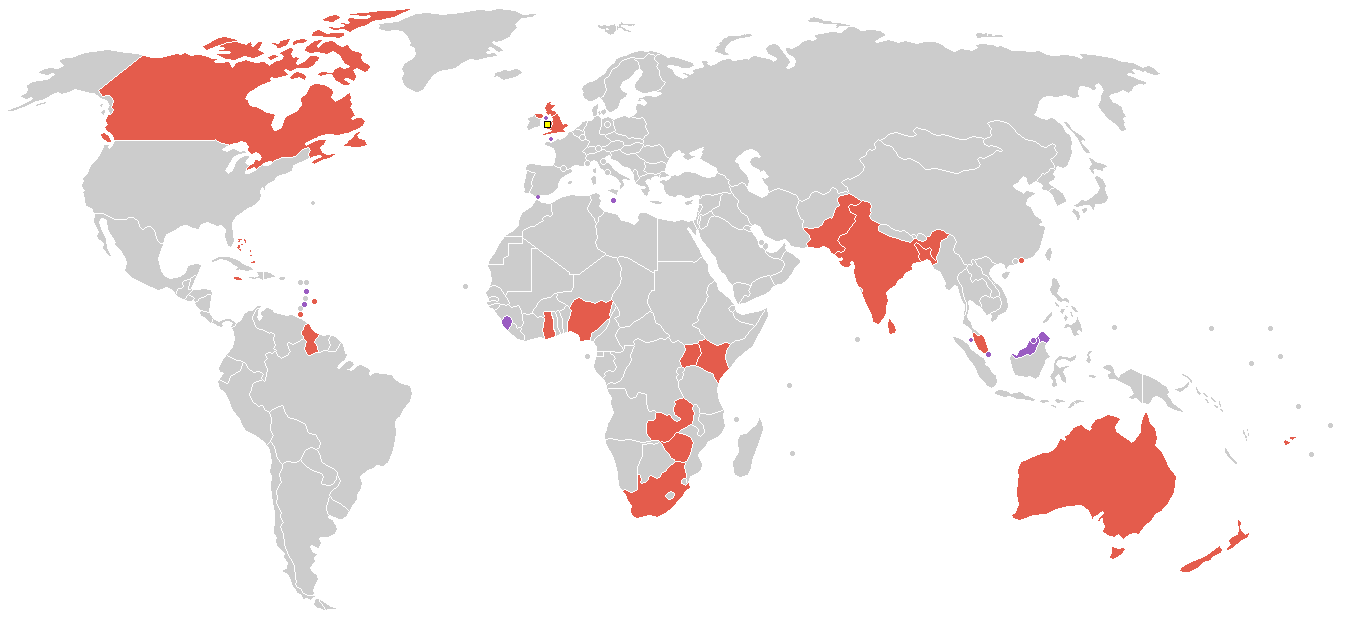
Deltagande länder, debutanter i lila.

36 länder och territorier, 50 procent fler än föregående spel, deltog i spelen, vilket var ett rekord. Dominica, Gibraltar, Isle of Man, Jersey, Malta, Mauritius, Nordborneo, S:t Vincent och Grenadinerna, Singapore och Sarawak deltog för första gången. Sydafrika deltog för sista gången under apartheidregimen och återkom först efter demokratins genombrott 1994.
- Australien
- Bahamas
- Barbados
- Brittiska Guyana
- Ceylon
- Dominica
- England
- Fiji
- Ghana
- Gibraltar
- Hongkong
- Indien
- Isle of Man
- Jamaica
- Jersey
- Kanada
- Kenya
- Malajiska federationen
- Malta
- Mauritius
- Nigeria
- Nordborneo
- Nordirland
- Nordrhodesia
- Nya Zeeland
- Pakistan
- Saint Vincent och Grenadinerna
- Sarawak
- Sierra Leone
- Singapore
- Skottland
- Sydafrika
- Sydrhodesia
- Trinidad och Tobago
- Uganda
- Wales

## Medaljliga
| Nr | Nation                 | Guld | Silver | Brons | Totalt |
| -- | ---------------------- | ---- | ------ | ----- | ------ |
| 1  | England                | 29   | 22     | 29    | 80     |
| 2  | Australien             | 27   | 22     | 17    | 66     |
| 3  | Sydafrika              | 13   | 10     | 8     | 31     |
| 4  | Skottland              | 5    | 5      | 3     | 13     |
| 5  | Nya Zeeland            | 4    | 6      | 9     | 19     |
| 6  | Jamaica                | 4    | 2      | 1     | 7      |
| 7  | Pakistan               | 3    | 5      | 2     | 10     |
| 8  | Indien                 | 2    | 1      | 0     | 3      |
| 9  | Singapore              | 2    | 0      | 0     | 2      |
| 10 | Kanada                 | 1    | 10     | 16    | 27     |
| 11 | Wales                  | 1    | 3      | 7     | 11     |
| 12 | Nordirland             | 1    | 1      | 3     | 5      |
| 13 | Bahamas                | 1    | 1      | 0     | 2      |
| 13 | Barbados               | 1    | 1      | 0     | 2      |
| 15 | Malajiska federationen | 0    | 2      | 0     | 2      |
| 16 | Nigeria                | 0    | 1      | 1     | 2      |
| 17 | Brittiska Guyana       | 0    | 1      | 0     | 1      |
| 17 | Uganda                 | 0    | 1      | 0     | 1      |
| 19 | Kenya                  | 0    | 0      | 2     | 2      |
| 19 | Sydrhodesia            | 0    | 0      | 2     | 2      |
| 19 | Trinidad och Tobago    | 0    | 0      | 2     | 2      |
| 22 | Ghana                  | 0    | 0      | 1     | 1      |
| 22 | Isle of Man            | 0    | 0      | 1     | 1      |
| 22 | Nordrhodesia           | 0    | 0      | 1     | 1      |

### Fotnoter
1. 1 2  Prior, Neil (20 augusti 2017). ”Cardiff Empire Games 1958: A 'triumph' for Wales”. BBC News. http://www.bbc.co.uk/news/uk-wales-south-east-wales-18882690. Läst 5 april 2013.
2. ↑  ”1958 British Empire and Commonwealth Games” (på engelska). Samväldesspelsfederationen. Arkiverad från originalet den 10 december 2017. https://web.archive.org/web/20171210231930/https://www.thecgf.com/games/intro.asp?yr=1958. Läst 10 december 2017.
3. ↑  Ramsamy, Sam (1991). ”Apartheid and Olympism: on the Abolishment of Institutionalized Discrimination in International Sport”. i Fernand Landry, Marc Landry, Magdeleine Yerlès. Sport, the Third Millennium: Proceedings of the International Symposium, Quebec City, Canada, May 21-25, 1990. Presses Université Laval. Sid. 540–541: 540. ISBN 9782763772677. Läst 20 augusti 2017.